# Théorie de l'échange social
La théorie de l'échange social est une théorie sociologique et psychologique qui étudie le comportement social de l'interaction de deux agents mettant en œuvre une analyse coûts-avantages pour déterminer les risques et bénéfices. La théorie étudie également des relations économiques. La théorie de l'échange social s'applique aux relations amoureuses, amitiés, relations professionnelles et relations éphémères aussi simples que l'échange de mots avec une clientèle. La théorie de l'échange social énonce que si les coûts de la relation sont plus élevés que les bénéfices, alors la relation peut être abandonnée.

## Histoire
Les théories les plus complètes des échanges sociaux sont celles des psychologues sociaux américains John W. Thibaut (en) (1917-1986) et Harold H. Kelley (1921-2003), des sociologues américains George C. Homans (1910-1989), Peter M. Blau (1918-2002), Richard Marc Emerson (1982) et Claude Lévi-Strauss (1908-2009). Homans défini l'échange social comme l'échange d'activités, tangibles ou intangibles, et plus ou moins gratifiantes ou coûteuses entre au moins deux personnes. Après que Homans ait fondé la théorie, d'autres théoriciens ont étudié ce sujet, en particulier Peter M. Blau et Richard M. Emerson, qui, en plus d'Homans, sont généralement considérés comme les principaux fondateurs de prise en compte de l'échange en sociologie. Les travaux de Homans ont mis l'accent sur le comportement individuel des acteurs en interaction les uns avec les autres. Bien qu'il existe divers modes d'échange, Homans a centré ses études sur l'échange binaire. John Thibaut et Harold Kelley sont reconnus pour avoir axé leurs études sur les concepts psychologiques, et les petits groupes. Lévi-Strauss est reconnu pour avoir contribué à l'émergence de cette perspective théorique à partir de ses travaux d'anthropologie centrés sur les systèmes d' échange généralisés, tels que les systèmes de parenté et l'échange de cadeaux.

### Thibaut et Kelley
Thibaut et Kelley ont basé leur théorie principalement sur de petits groupes régis par des relations binaires. Ils ont utilisé les matrices bénéfices-coût de la théorie des jeux et ont explicitél'interdépendance d'individus, tels que le pouvoir d'un parti sur les autres. De plus, ils suggèrent qu'un individu peut affecter unilatéralement ses propres résultats dans une relation par le biais de comportements choisis. Ils pourraient prédire le déroulement possible d'une interaction sociale à travers l'analyse de pouvoir dans une rencontre. Ils ont également expérimenté comment les résultats obtenus dans une relation pouvaient définir les attraits d'une personne relativement aux relations.

### Homans
Homans a fondé sa théorie sur les concepts d'équilibration, d'attente et de justice distributive dans l'échange binaire. Avec cela, il essaie d'expliquer l'interaction sociale en petits groupes et les bénéfices reçues proportionnellement aux coûts et investissements. Homans résume le système en trois propositions : succès, stimulus et proposition de privation-satiété, décrites ci-dessous.
1. Proposition de réussite : lorsque l'on constate qu'ils sont récompensés pour leurs actions, ils ont tendance à répéter l'action.
2. Proposition de stimulus : plus un stimulus particulier a donné lieu à une bénéfice, plus il est probable qu'une personne soit affectée.
3. Proposition de privation-satiété : plus une personne a reçu une rétribution particulière dans un passé récent, moins toute autre unité de cet bénéfice perd de sa valeur.

### Blau
La théorie de Blau est très similaire à celle de Homans. Cependant, il utilise plus de termes économiques et sa théorie se base principalement sur la structure sociale émergente dans les modèles d'échanges sociaux en petits groupes. Sa théorie analyse le développement de la théorie des échanges en économie sans mettre l'accent sur les hypothèses psychologiques. Il a contribué à l'idée de distinguer les échanges sociaux, économiques et l'échange et le pouvoir. L'orientation utilitariste de Blau a motivé le théoricien à se concentrer sur l'avenir, ce que l'on prévoit concernant la prochaine interaction sociale
Emerson a été inspiré par les idées de Homans et Blau. Il s'est concentré sur l'interaction et la relation entre individus. Son point de vue sur la théorie de l'échange social met l'accent sur la disponibilité des ressources, le pouvoir et la dépendance en tant que dynamiques primaires. Il avance que les relations sont organisées de différentes manières et qu'elles peuvent différer selon le type et la valeur des ressources échangées. Il pose l'idée que le pouvoir et la dépendance sont les principaux aspects qui définissent une relation. Selon Emerson, l'échange n'est pas une théorie, mais un cadre à partir duquel d'autres théories peuvent converger et être comparées au fonctionnalisme structurel. Le point de vue d'Emerson est similaire à celui de Blau puisqu'ils se concentrent tous les deux sur la relation que le pouvoir entretient avec le processus d'échange.

### Lévi-Strauss
Claude Lévi-Strauss est reconnu pour avoir contribué à l'émergence de la perspective théorique de l'échange social à partir de ses travaux d'anthropologie centrés sur les systèmes d'échange généralisé. Il s'est fondé sur les études de Mauss.

## Intérêt personnel et interdépendance
L'intérêt personnel et l'interdépendance sont des concepts centraux de l'échange social. Ce sont les formes d'interaction de base lorsque deux ou plusieurs acteurs ont quelque chose de valeur l'un pour l'autre. Homans utilise les concepts d'individualisme pour expliquer les processus d'échange. Pour lui, la signification de l'intérêt personnel est la résultante de besoins économiques et psychologiques. La réalisation de l'intérêt personnel est souvent courante dans le domaine économique de la théorie de l'échange social où la concurrence et la cupidité peuvent être courantes. Dans l'échange social, l'intérêt personnel n'est négatif ; au contraire, lorsque l'intérêt personnel est reconnu, il agira comme la force directrice des relations interpersonnelles pour l'avancement de l'intérêt personnel des deux agents - Michael Roloff (1981)  Thibaut et Kelley définissent l'interdépendance mutuelle des personnes comme central dans l'étude du comportement social. Ils ont développé un cadre théorique basé sur l'interdépendance des acteurs. Ils ont également mis en évidence les implications sociales de différentes formes d'interdépendance telles que le contrôle réciproque. Selon leur définition de l'interdépendance, les résultats sont basés sur une combinaison d'efforts des agents et d'arrangements mutuels et complémentaires.

## Concepts de base
La théorie de l'échange social considère l'échange comme un comportement social qui peut avoir des conséquences économiques et sociales. La théorie de l'échange social a été généralement analysée en comparant les interactions humaines avec le marché ; l'étude de la théorie d'un point de vue microéconomique est attribuée à Blau. Selon lui, chaque individu essaie de maximiser ses gains. Blau a déclaré qu'une fois ce concept compris, il est possible d'observer des échanges sociaux partout, non seulement dans les marchés, mais aussi dans d'autres relations sociales comme l'amitié. La principale différence entre l'échange social et économique réside dans la nature de l'échange. La théorie économique néoclassique considère que l'acteur n'a pas affaire à un autre acteur mais à un marché et à des paramètres environnementaux, tels que le prix du marché. Contrairement à l'échange économique, les éléments de l'échange social sont très variés et ne peuvent être réduits à un seul taux de change quantitatif. Selon Stafford, les échanges sociaux impliquent une connexion avec une autre personne ; de la confiance et non des obligations légales ; et impliquent rarement des négociations explicites.

### Coût et bénéfices
Les modèles d'échange social simples supposent que les bénéfices et coûts déterminent les décisions relationnelles. Les deux agents dans un échange social assument la responsabilité l'une de l'autre et dépendent l'une de l'autre. Les éléments de la vie relationnelle comprennent :
Les coûts sont les éléments de la vie relationnelle qui ont une valeur négative pour une personne, tels que l'effort mis dans une relation et les aspects négatifs d'un partenaire (e.g. être du temps, de l'argent, des efforts, etc).
Les bénéfices sont les éléments d'une relation qui ont une valeur positive (les bénéfices peuvent être un sentiment d'acceptation, de soutien et de camaraderie, etc).
Comme pour tout ce qui concerne la théorie de l'échange social, elle a pour résultat la satisfaction et la dépendance à la relation. La perspective de l'échange social soutient que les gens calculent la valeur globale d'une relation particulière en soustrayant ses coûts des bénéfices qu'elle procure.
Si la valeur est positive, c'est une relation positive, et inversement. Les relations positives devraient durer, tandis que les relations négatives prendront probablement fin rapidement. Dans un échange mutuellement avantageux, chaque partie satisfait les besoins de l'autre partie à un coût moindre pour elle-même que la valeur des ressources que l'autre partie fournit. Dans un tel modèle, la satisfaction mutuelle des relations assure la stabilité des relations.
Homans a basé sa théorie sur le béhaviorisme pour conclure que les gens recherchent des bénéfices minimisants les coûts. La « satisfaction » des bénéfices qu'un agent tire d'une relation d'échange est jugée par rapport à une norme, qui peut varier.

### Norme de réciprocité
Résumée par Gouldner, la norme de réciprocité stipule qu'un bénéfice doit être rendu et que celui qui donne ce dernier ne doit pas être lésé. Ceci est utilisé pour stabiliser les relations et identifier l'égoïsme. Cette norme suggère l'indépendance dans les relations et invite l'individu à considérer plus que son intérêt personnel.

### La théorie de la pénétration sociale
I. Altman et D. Taylor introduisent la théorie de la pénétration sociale (en), qui établit la nature et la qualité des échanges sociaux. Cela suggère qu'une fois que les individus commencent à se donner davantage les uns aux autres, les relations progressent progressivement, passant d'un échange de biens superficiels à d'autres plus significatifs. Il progresse jusqu'au point appelé « partage de soi », où les individus partagent leurs pensées et leurs sentiments les plus intimes.

### Équité et iniquité
Dans ce processus, les individus compareront leurs bénéfices avec celles des autres par rapport à leurs coûts. L'équité peut être définie comme l'équilibre entre les intrants et les résultats d'une personne au travail. L'iniquité se produit lorsque l'individu perçoit un rapport déséquilibré entre ses résultats et les résultats des autres. Le point de vue sur l'équité ou l'iniquité peut différer selon l'individu.

## Vieillissement
La base de la théorie de l'échange social est d'expliquer le changement social et la stabilité comme un processus de négociation des échanges. Ces changements peuvent se produire au cours de la vie d'une personne à travers les diverses relations et opportunités. Un exemple de ceci est le modèle utilisant des cercles concentriques pour décrire les relations autour d'un individu avec les relations les plus fortes dans le cercle les plus au centre. Dans ce modèle, il existe différents types de soutien qu'une personne peut recevoir, ceux-ci étant intangibles, tangibles, instrumentaux et informationnels. Le soutien immatériel peut être social ou émotionnel. Les soutiens tangibles sont des dons physiques. Le soutien instrumental est un service offert à une personne dans une relation. Enfin, le soutien informationnel consiste à fournir des informations utiles à un individu.

## Propositions théoriques
Ivan Nye a proposé douze propositions théoriques explicitant les fondements de la théorie de l'échange.
1. Les individus choisissent les alternatives dont ils attendent le plus de profit.
2. À coût égal, ils choisissent des alternatives dont ils anticipent les plus grands bénéfices.
3. À bénéfice égal, ils choisissent des alternatives parmi lesquelles ils anticipent le moins de coûts.
4. À résultats immédiats égaux, ils choisissent les alternatives qui promettent de meilleurs résultats à long terme.
5. À résultats à long terme égaux, ils choisissent des alternatives offrant de meilleurs résultats immédiats.
6. À coûts et bénéfices égaux, les individus choisissent les alternatives qui fournissent ou sont censées fournir le plus d'approbation sociale (ou celles qui engendre le moins de désapprobation sociale).
7. À coûts et bénéfices égaux, les individus choisissent les statuts et les relations qui offrent le plus d'autonomie.
8. À coûts et bénéfices égaux, les individus choisissent des alternatives impliquant le moins d'ambiguïté.
9. À coûts et bénéfices égaux, ils choisissent des alternatives qui leur offrent le plus de sécurité.
10. À coûts et bénéfices égaux, ils choisissent de s'associer, de se marier et de nouer d'autres relations avec ceux dont les valeurs et les opinions sont généralement en accord avec les leurs et rejettent ou évitent ceux avec qui ils sont en désaccord.
11. À coûts et bénéfices égaux, ils sont plus susceptibles de s'associer, de se marier et de nouer d'autres relations avec leurs égaux que ceux au-dessus ou en dessous d'eux. (L'égalité ici est considérée comme la somme des capacités, des performances, des caractéristiques et des statuts qui déterminent la désirabilité d'une personne sur le marché social.)
12. Dans les sociétés industrielles, à coûts et bénéfices égaux, les individus choisissent des alternatives qui promettent les plus grands gains financiers pour les moindres dépenses financières.

Dans son article publié en 1978, Nye proposa à l'origine sept propositions communes à tous types de relations. Quelques années plus tard, il étendit les propositions à un total de douze. Les cinq premières propositions sont générales, autonomes dans la théorie. La proposition numéro six nécessite une hypothèse d'un besoin d'approbation sociale en tant que bénéfice et peut donc agir comme une force motrice. La proposition sept ne fonctionnera que si l'individu a la liberté d'être exclu des facteurs extérieurs. La douzième et dernière proposition porte sur la façon dont notre société accorde une valeur importante aux fonds monétaires.

### Homans
Même si Homans a adopté une approche individualiste, un objectif majeur de son travail est d'expliquer les micro-fondations des structures sociales et des échanges sociaux. Selon Homans, les structures sociales émergent de formes élémentaires de comportement. Sa vision des fondements de la structure sociale et des formes institutionnelles est liée aux actions des individus.
Homans a développé cinq propositions clés qui aident à structurer les comportements des individus en fonction des bénéfices et des coûts. Cet ensemble d'idées théoriques représente le noyau de la vision de Homans de la théorie des échanges sociaux.
- Première proposition : la proposition de réussite stipule que le comportement qui crée des résultats positifs est susceptible de se répéter.
- Deuxième proposition : la proposition de stimulation énonce que si le comportement d'un individu est récompensé dans le passé, l'individu continuera le comportement précédent.
- Troisième proposition : la proposition de valeur énonce que si le résultat d'une action comportementale est considéré comme précieux pour l'individu, il est plus probable que ce comportement se produise.
- Quatrième proposition : la proposition privation-satiété énonce que si un individu a reçu plusieurs fois le même bénéfice, la valeur de ce bénéfice diminuera.
- Cinquième proposition: ceux qui reçoivent plus que ce à quoi ils s'attendent ou ne reçoivent pas la punition prévue seront heureux[6].

### Frazer
Fondée sur l'économie, la théorie de Frazer sur l'échange social met l'accent sur l'importance des différences de pouvoir et de statut dans l'échange social. La théorie de Frazer s'intéresse en particulier au mariage entre cousins croisés.

### Mauss
La théorie de Mauss tente d'identifier le rôle joué par la morale et la religion dans l'échange social. Mauss soutient que l'échange est influencé par les comportements sociaux, tandis que la moralité et la religion influencent tous les aspects de la vie.

### Bohannan
Bohannan concentre sa théorie sur des problèmes économiques tels que le multicentrisme, et sur les modes d'échange.

## Hypothèses
La théorie de l'échange social n'est pas une théorie, mais un cadre de référence au sein duquel de nombreuses théories peuvent s'appuyer, que ce soit dans l'argumentation ou la corroboration. Toutes ces théories reposent sur plusieurs hypothèses sur la nature humaine et la nature des relations. Thibaut et Kelley ont fondé leur théorie sur deux conceptualisations : sur la nature des individus, et sur les relations entre deux personnes. Ainsi, les hypothèses qu'ils font entrent également dans ces catégories. Les hypothèses que la théorie de l'échange social fait sur la nature humaine sont les suivantes :
- Les humains recherchent des bénéfices et évitent les punitions.
- Les humains sont des êtres rationnels.
- Les normes que les humains utilisent pour évaluer les coûts et les bénéfices varient dans le temps et d'une personne à l'autre.

Les hypothèses émises par la théorie des échanges sociaux sur la nature des relations sont les suivantes :
- Les relations sont interdépendantes.
- La vie relationnelle est un processus.

Le dilemme du prisonnier est un exemple connu en théorie des jeux qui tente d'illustrer pourquoi ou comment deux individus peuvent ne pas coopérer l'un avec l'autre, même s'il est dans leur intérêt de le faire. Cela démontre que si la coopération donnerait le meilleur résultat, les gens pourraient néanmoins agir de manière égoïste. Toutes les relations impliquent des échanges bien que l'équilibre de cet échange ne soit pas toujours égal.

## Modes d'échange
Selon Kelley et Thibaut, les gens s'engagent dans une séquence comportementale, ou une série d'actions conçues pour atteindre un objectif. Ceci est conforme à leur hypothèse selon laquelle les êtres humains sont rationnels. Lorsque des personnes s'engagent dans ces séquences comportementales, ils dépendent dans une certaine mesure de leur partenaire. Pour qu'une séquence comportementales conduisent à l'échange social, deux conditions doivent être réunies : « elle doit être orientée vers des fins qui ne peuvent être atteintes que par l'interaction avec d'autres personnes, et elle doit chercher à adapter les moyens pour favoriser la réalisation de ces fins ». Le concept de réciprocité découle également de ce modèle. Le principe de réciprocité fait référence au renforcement mutuel. Le processus commence lorsqu'au moins un participant fait un "mouvement", et si l'autre rend la pareille, de nouveaux cycles d'échange sont lancés. Même si la norme de réciprocité peut être un principe universellement accepté, le degré auquel les personnes et les cultures appliquent ce concept varie.

### Relations de dépendance au pouvoir
Plusieurs définitions du pouvoir ont été proposées par les théoriciens des échanges. Par exemple, certains théoriciens considèrent le pouvoir comme distinct des échanges, certains le considèrent comme une sorte d'échange et d'autres pensent que le pouvoir est un moyen d'échange. Cependant, la définition la plus utile du pouvoir est celle proposée par Emerson, qui a développé une théorie des relations pouvoir-dépendance. Selon cette théorie, la dépendance d'une personne à l'égard d'une autre fait apparaître le concept de pouvoir. La différenciation du pouvoir affecte les structures sociales en provoquant des inégalités entre membres de différents groupes, comme un individu devenant supériorité à un autre. Les données expérimentales montrent que la position occupée par un acteur dans un réseau d'échange social détermine une dépendance relative et donc un pouvoir.
Selon Thibaut et Kelley, il existe deux types de pouvoir : le contrôle du destin et le contrôle du comportement. Le contrôle du destin est la capacité d'affecter les résultats d'un partenaire. Le contrôle du comportement est le pouvoir de faire changer le comportement d'autrui en changeant son propre comportement.

### Matrices
Les acteurs développent des modèles d'échange pour faire face aux différences de pouvoir et aux coûts associés à l'exercice du pouvoir. Ces modèles décrivent des règles ou des normes de comportement qui indiquent comment les gens échangent des ressources dans le but de maximiser les bénéfices et de minimiser les coûts. Trois matrices différentes ont été décrites par Thibaut et Kelley pour illustrer les modèles que les gens développent. Celles-ci sont la matrice donnée, la matrice effective et la matrice dispositionnelle.
- La matrice donnée représente les choix comportementaux et les résultats qui sont déterminés par une combinaison de facteurs externes (environnement) et de facteurs internes (les compétences spécifiques que chaque agent possède)[31].
- La matrice efficace « représente une expansion de comportements alternatifs qui déterminent les choix comportementaux au sein des échanges sociaux »[40]
- La matrice dispositionnelle représente la façon dont deux personnes pensent que les bénéfices doivent être échangées entre elles[41].

Il existe trois formes au sein de ces matrices : la réciprocité, l'échange généralisé et l'échange productif. Dans un échange direct, la réciprocité se limite aux deux acteurs. Un acteur social apporte de la valeur à un autre et l'autre rend la pareille. Il existe trois types différents de réciprocité :
1. La réciprocité comme modèle transactionnel d'échanges interdépendants
2. La réciprocité comme croyance populaire
3. La réciprocité comme norme morale

## Critiques
Katherine Miller expose plusieurs objections majeures à la théorie de l'échange social telle qu'elle est développée à partir de ces travaux fondateurs :
- La théorie réduit l'interaction humaine à un processus purement rationnel qui découle de la théorie économique.
- La théorie favorise l'ouverture à autrui telle qu'elle a été développée dans les années 1970 lorsque les idées de liberté et le don étaient préférées, mais il peut y avoir des moments où l'ouverture n'est pas la meilleure option.
- La théorie suppose que le but ultime d'une relation est l'intimité alors que ce n'est pas toujours le cas.
- La théorie place les relations dans une structure linéaire, alors que certaines relations peuvent sauter des étapes ou revenir en arrière en termes d'intimité.

Russell Cropanzano et Marie S. Mitchell expliquent comment l'un des problèmes majeurs de la théorie de l'échange social est le manque d'informations dans les études sur les différentes règles d'échange. La réciprocité est une règle d'échange majeure discutée, mais Cropanzano et Mitchell écrivent que la théorie serait mieux comprise si davantage de programmes de recherche discutaient d'une variété de règles d'échange telles que l'altruisme, le gain de groupe et la concurrence. Meeker souligne que dans le processus d'échange, chaque acteur prend en compte au moins les éléments suivants : réciprocité, rationalité, altruisme (responsabilité sociale), gain de groupe, statut, cohérence et compétition (rivalité),.
Rosenfeld (2005) a noté des limites importantes à la théorie de l'échange social et à son application dans la sélection de partenaires. Plus précisément, Rosenfeld a examiné les limites de la théorie de l'échange social aux couples interraciaux.

## Applications
L'application la plus étendue de l'échange social a été dans le domaine des relations interpersonnelles. Cependant, la théorie de l'échange social se matérialise dans de nombreuses autres situations.

### Anthropologie
L'anthropologie est un domaine d'application de la théorie de l'échange social, comme en témoigne un article de Harumi Befu qui traite des idées et des normes culturelles. Lévi-Strauss est considéré comme l'un des contributeurs majeurs à l'anthropologie de l'échange. Dans ce domaine, l'intérêt personnel, le sentiment humain et le processus de motivation ne sont pas pris en compte. Lévi-Strauss utilise une approche collectiviste pour expliquer les échanges. Selon lui, un échange social est défini comme une forme de comportement régulé dans le contexte des règles et normes sociétales. Cela contraste avec les études psychologiques de l'échange dans lesquelles les comportements sont étudiés en ignorant la culture. Les échanges sociaux du point de vue anthropologique ont été analysés à partir des phénomènes du don,.

### Relations
Une étude de Berg porte sur le développement de l'amitié entre colocataires. Celle-ci a révélé comment les processus d'échange social ont évolué au cours de l'année en mesurant l'ouverture de soi. Selon l'étude, le la valeur qu'une personne apporte à une autre devient un facteu important pour déterminer l'appréciation et la satisfaction des acteurs. Auld, C. et Alan C. ont mené une étude pour trouver quels processus se produisent et ce qui est vécu au cours des relations de loisirs sociaux. L'étude conclu que rencontrer de nouvelles personnes est souvent citée comme une raison majeure de participation à des activités de loisirs ; rencontrer de nouvelles personnes peut être conceptualisé comme un exercice de réciprocité. Dans ce cas, la réciprocité est perçue comme un mécanisme de départ pour de nouvelles relations sociales parce que les gens sont prêts à être aidés par les autres, s'attendant à ce que l'aide soit finalement rendue. Une étude menée par Paul, G., intitulée Exchange and access in field work tente de comprendre les relations entre les chercheurs et les sujets.

### Marriage interracial
Les modèles de mariage interracial ont été expliqués en utilisant la théorie des échanges sociaux. Kalmijn  suggère que le statut ethnique est compensé par les ressources éducatives ou financières. Ce processus a été utilisé pour expliquer pourquoi il y a plus de mariages entre hommes noirs et femmes blanches qu'entre hommes blancs et femmes noires. Cette asymétrie dans les modèles de mariage a été utilisée pour soutenir l'idée d'une hiérarchie raciale. Des statistiques plus récentes témoignent d'une augmentation du nombre de femmes noires épousant des hommes blancs et une diminution de la prévalence des mariages interraciales en ce qui concerne les femmes noires.

### Réseaux sociaux et partage de soi
Comprendre le partage interpersonnelle dans les réseaux sociaux en ligne est une application idéale de la théorie des réseaux sociaux. Les chercheurs ont utilisé la théorie de l'échange social pour expliquer le partage de soi dans un contexte interculturel de professionnels français et britanniques. Une tendance au collectivisme augmente la révélation de soi.

## Théorie de l'affect
Les acteurs de l'échange social sont normalement considérés comme des êtres sans émotion qui ont des informations, les traitent cognitivement et prennent des décisions concernant le modèle et la nature des échanges avec les autres. La théorie de l'affect (en) de l'échange social complète la théorie de l'échange social en incorporant l'émotion dans le cadre du processus d'échange. Formalisée par Lawler (2001), la théorie de l'affect examine les conditions structurelles d'échange qui produisent les émotions et les sentiments, puis identifie comment les individus attribuent ces émotions à différentes unités sociales (partenaires d'échange, groupes ou réseaux). Ces attributions d'émotion, à leur tour, dictent à quel point les individus se sentent attachés à leurs partenaires ou groupes, ce qui motive un comportement orienté collectivement et un engagement dans la relation.

### Hypothèses
La plupart des modèles d'échanges sociaux ont trois hypothèses de base en commun : le comportement social est basé sur les échanges ; si un individu permet à quelqu'un de recevoir un bénéfice, la personne ressent alors le besoin de rendre la pareille en raison de la pression sociale et les individus essaieront de minimiser leur coût. La théorie de l'affect de l'échange social est basée sur des hypothèses qui découlent de la théorie de l'échange social et de la théorie de l'affect :
- Il y a trois personnes ou plus qui ont la possibilité de faire des échanges entre elles. Ces acteurs sont capables de prendre des décisions sur l'opportunité d'échanger, avec qui échanger et dans quelles conditions exécuter un échange.
- L'échange social produit des émotions qui vont du positif au négatif.
- Les émotions peuvent être interprétées comme un bénéfice ou une punition.
- Les individus essaient d'éviter les émotions négatives et de reproduire les émotions positives dans les échanges sociaux.
- Les individus essaieront de comprendre la source ou la cause des sentiments produits par l'échange social. De cette façon, les émotions sont attribuées à l'objet qui les a provoquées.
- Les individus interprètent et échangent leurs sentiments par rapport aux relations sociales (ex. partenaires, groupes, réseaux). Les émotions positives produites par l'échange augmenteront la solidarité dans ces relations, tandis que les émotions négatives la diminueront.